# Endless Slaughter
Endless Slaughter è una canzone del gruppo musicale statunitense Limp Bizkit, pubblicata come singolo il 1º agosto 2014, in forma di download digitale libero. In origine il brano doveva far parte della lista tracce dell'album Stampede of the Disco Elephants, poi uscito nel 2021 col titolo Still Sucks.

## Pubblicazione
Il gruppo voleva inizialmente pubblicare il singolo in forma di vecchia cassetta audio, durante il tour europeo dell'epoca,  e in seguito è stato reso disponibile in download digitale.

## Composizione
Il brano è diviso in quattro segmenti che ricoprono vari generi musicali: la prima parte è riconducibile all'experimental metal, dura due minuti e contiene elementi vocali e strumentali da cui deriva il titolo "Endless Slaughter". La seconda parte è più leggera ed è ascrivibile alla musica d'ambiente, e rappresenta il ponte verso una terza parte di 40 secondi di tipo  glam rock. La parte finale inizia con un assolo di chitarra distorta ed è ascrivibile  alle sonorità rap metal del gruppo.

## Video musicale
Il video, pubblicato il 24 agosto dello stesso anno, mostra frammenti delle esibizioni del gruppo in Europa, e presenta diverse prestazioni soliste dei membri originari, ridotti a quattro dopo l'abbandono temporaneo di DJ Lethal.

## Accoglienza
La canzone ha ricevuto critiche miste, sia da parte del pubblico che della critica.

## Formazione
Limp Bizkit
- Fred Durst – voce
- Wes Borland – chitarra
- John Otto – batteria
- Sam Rivers – basso

Registrazione
- Logan Mader – missaggio
- Maor Appelbaum – masterizzazione